# Leonardo (magazine)
 (janvier 2025).
Leonardo, fondé en 1968 à Paris par le scientifique et artiste, Frank Malina (1912-1981), est un magazine publié aujourd'hui par MIT Press (depuis 1994) et spécialisé dans l'application des technologies dans le monde des arts. Il paraît cinq fois l'an. Leonardo possède une organisation sœur en France, l'Association Leonardo, qui publie le site Internet de l'Observatoire Leonardo des Arts et des Techno-Sciences (OLATS).

## But
Son but était de devenir un canal international de communication pour les artistes intégrant sciences et technologies dans leurs œuvres.

## Accomplissement
Aujourd'hui, Leonardo est une référence internationale pour les lecteurs intéressés par l'application des sciences et technologies contemporaines dans le domaine des arts et de la musique. En 2007, le magazine en est à la publication de son 40e volume.